# Kolarstwo na Letnich Igrzyskach Olimpijskich 2008 – sprint mężczyzn
Sprint mężczyzn podczas Letnich Igrzysk Olimpijskich 2008 rozegrany został 17–19 sierpnia na torze Laosham Welodrom.

## Terminarz
Czas w Pekinie (UTC+08:00)
| Data             | Godzina | Runda                   |
| ---------------- | ------- | ----------------------- |
| 17 sierpnia 2008 | 11:20   | Kwalifikacje            |
| 17 sierpnia 2008 | 16:30   | Pierwsza runda          |
| 17 sierpnia 2008 | 17:15   | Repesaże pierwsza runda |
| 17 sierpnia 2008 | 17:45   | Druga runda             |
| 17 sierpnia 2008 | 18:20   | Repesaże druga runda    |
| 18 sierpnia 2008 | 17:20   | Ćwierćfinały            |
| 19 sierpnia 2008 | 16:40   | Półfinały               |
| 19 sierpnia 2008 | 16:50   | Wyścig o miejsca 9 - 12 |
| 19 sierpnia 2008 | 18:50   | Wyścig o miejsca 5 - 8  |
| 19 sierpnia 2008 | 18:35   | Finał                   |

## Wyniki

### Kwalifikacje
| Pozycja | Zawodnik           | Czas   | Średnia prędkość (km/h) | Uwaga |
| ------- | ------------------ | ------ | ----------------------- | ----- |
| 1.      | Chris Hoy          | 9,815  | 73,357                  | Q     |
| 2.      | Jason Kenny        | 9,857  | 73,044                  | Q     |
| 3.      | Stefan Nimke       | 10,064 | 71,542                  | Q     |
| 4.      | Kévin Sireau       | 10,098 | 71,301                  | Q     |
| 5.      | Mickaël Bourgain   | 10,123 | 71,125                  | Q     |
| 6.      | Maximilian Levy    | 10,199 | 70,595                  | Q     |
| 7.      | Azizulhasni Awang  | 10,272 | 70,093                  | Q     |
| 8.      | Roberto Chiappa    | 10,314 | 69,808                  | Q     |
| 9.      | Theo Bos           | 10,318 | 69,780                  | Q     |
| 10.     | Mark French        | 10,337 | 69,652                  | Q     |
| 11.     | Kazunari Watanabe  | 10,346 | 69,592                  | Q     |
| 12.     | Ryan Bayley        | 10,362 | 69,484                  | Q     |
| 13.     | Teun Mulder        | 10,373 | 69,410                  | Q     |
| 14.     | Tsubasa Kitatsuru  | 10,391 | 69,290                  | Q     |
| 15.     | Michael Blatchford | 10,470 | 68,767                  | Q     |
| 16.     | Zhang Lei          | 10,497 | 68,591                  | Q     |
| 17.     | Łukasz Kwiatkowski | 10,504 | 68,545                  | Q     |
| 18.     | Dienis Dmitrijew   | 10,565 | 68,149                  | Q     |
| 19.     | Adam Ptáčník       | 10,569 | 68,123                  |       |
| 20.     | Vasileios Reppas   | 10,966 | 65,657                  |       |
| 21.     | Daniel Novikov     | 11,187 | 64,360                  |       |

### Pierwsza runda
| Zawodnik         | Czas   | Śr. prędkość (km/h) |
| ---------------- | ------ | ------------------- |
| Chris Hoy        | 10,607 | 67,879              |
| Dienis Dmitrijew |        |                     |

| Zawodnik     | Czas   | Śr. prędkość (km/h) |
| ------------ | ------ | ------------------- |
| Stefan Nimke | 10,828 | 66,494              |
| Zhang Lei    |        |                     |

| Zawodnik          | Czas   | Śr. prędkość (km/h) |
| ----------------- | ------ | ------------------- |
| Mickaël Bourgain  | 10,562 | 68,168              |
| Tsubasa Kitatsuru |        |                     |

| Zawodnik          | Czas   | Śr. prędkość (km/h) |
| ----------------- | ------ | ------------------- |
| Ryan Bayley       | 10,762 | 66,902              |
| Azizulhasni Awang |        |                     |

| Zawodnik    | Czas   | Śr. prędkość (km/h) |
| ----------- | ------ | ------------------- |
| Theo Bos    | 10,959 | 65,699              |
| Mark French |        |                     |

| Zawodnik           | Czas   | Śr. prędkość (km/h) |
| ------------------ | ------ | ------------------- |
| Jason Kenny        | 10,672 | 67,466              |
| Łukasz Kwiatkowski |        |                     |

| Zawodnik           | Czas   | Śr. prędkość (km/h) |
| ------------------ | ------ | ------------------- |
| Kévin Sireau       | 10,742 | 67,026              |
| Michael Blatchford |        |                     |

| Zawodnik        | Czas   | Śr. prędkość (km/h) |
| --------------- | ------ | ------------------- |
| Maximilian Levy | 10,840 | 66,420              |
| Teun Mulder     |        |                     |

| Zawodnik          | Czas   | Śr. prędkość (km/h) |
| ----------------- | ------ | ------------------- |
| Roberto Chiappa   | 10,786 | 66,753              |
| Kazunari Watanabe |        |                     |

#### Repasaże
| Zawodnik         | Czas   | Śr. prędkość (km/h) |
| ---------------- | ------ | ------------------- |
| Teun Mulder      | 10,889 | 66,121              |
| Mark French      |        |                     |
| Dienis Dmitrijew |        |                     |

| Zawodnik           | Czas   | Śr. prędkość (km/h) |
| ------------------ | ------ | ------------------- |
| Azizulhasni Awang  | 10,959 | 65,699              |
| Tsubasa Kitatsuru  |        |                     |
| Łukasz Kwaitkowski |        |                     |

| Zawodnik            | Czas   | Śr. prędkość (km/h) |
| ------------------- | ------ | ------------------- |
| Kazunari Watanabe   | 10,965 | 65,663              |
| Miachael Blatchford |        |                     |
| Zhang Lei           |        |                     |

### Druga runda
| Zawodnik          | Czas   | Śr. prędkość (km/h) |
| ----------------- | ------ | ------------------- |
| Chris Hoy         | 10,636 | 67,694              |
| Kazunari Watanabe |        |                     |

| Zawodnik     | Czas   | Śr. prędkość (km/h) |
| ------------ | ------ | ------------------- |
| Teun Mulder  | 10,888 | 66,127              |
| Stefan Nimke |        |                     |

| Zawodnik         | Czas   | Śr. prędkość (km/h) |
| ---------------- | ------ | ------------------- |
| Mickaël Bourgain | 10,734 | 67,076              |
| Roberto Chiappa  |        |                     |

| Zawodnik          | Czas   | Śr. prędkość (km/h) |
| ----------------- | ------ | ------------------- |
| Jason Kenny       | 10,531 | 68,369              |
| Azizulhasni Awang |        |                     |

| Zawodnik     | Czas   | Śr. prędkość (km/h) |
| ------------ | ------ | ------------------- |
| Theo Bos     | 10,777 | 68,808              |
| Kévin Sireau |        |                     |

| Zawodnik        | Czas   | Śr. prędkość (km/h) |
| --------------- | ------ | ------------------- |
| Maximilian Levy | 10,763 | 66,895              |
| Ryan Bayley     |        |                     |

#### Repasaże
| Zawodnik          | Czas   | Śr. prędkość (km/h) |
| ----------------- | ------ | ------------------- |
| Kévin Sireau      | 10,570 | 68,117              |
| Kazunari Watanabe |        |                     |
| Ryan Bayley       |        |                     |

| Zawodnik          | Czas   | Śr. prędkość (km/h) |
| ----------------- | ------ | ------------------- |
| Azizulhasni Awang | 11,010 | 65,395              |
| Stefan Nimke      |        |                     |
| Roberto Chiappa   |        |                     |

### Ćwierćfinały
| Zawodnik          | Czas (wyścig 1) | Czas (wyścig 2) |
| ----------------- | --------------- | --------------- |
| Chris Hoy         | 10,820          | 10,302          |
| Azizulhasni Awang |                 |                 |

| Zawodnik        | Czas (wyścig 1) | Czas (wyścig 2) |
| --------------- | --------------- | --------------- |
| Maximilian Levy | 10,689          | 10,660          |
| Teun Mulder     |                 |                 |

| Zawodnik     | Czas (wyścig 1) | Czas (wyścig 2) |
| ------------ | --------------- | --------------- |
| Jason Kenny  | 10,546          | 10,595          |
| Kévin Sireau |                 |                 |

| Zawodnik         | Czas (wyścig 1) | Czas (wyścig 2) |
| ---------------- | --------------- | --------------- |
| Mickaël Bourgain | 10,524          | 10,463          |
| Theo Bos         |                 |                 |

### Półfinały
| Zawodnik         | Czas (wyścig 1) | Czas (wyścig 2) |
| ---------------- | --------------- | --------------- |
| Chris Hoy        | 10,260          | 10,358          |
| Mickaël Bourgain |                 |                 |

| Zawodnik        | Czas (wyścig 1) | Czas (wyścig 2) |
| --------------- | --------------- | --------------- |
| Jason Kenny     | 10,594          | 10,335          |
| Maximilian Levy |                 |                 |

### Wyścig o miejsca 9. - 12.
| Zawodnik          | Czas   | Śr. prędkość (km/h) | Pozycja |
| ----------------- | ------ | ------------------- | ------- |
| Stefan Nimke      | 11,051 | 65,152              | 9.      |
| Roberto Chiappa   |        |                     | 10.     |
| Ryan Bayley       |        |                     | 11.     |
| Kazunari Watanabe |        |                     | 12.     |

### Wyścig o miejsca 5. - 8.
| Zawodnik          | Czas   | Śr. prędkość (km/h) | Pozycja |
| ----------------- | ------ | ------------------- | ------- |
| Kévin Sireau      | 10,719 | 67,170              | 5.      |
| Teun Mulder       |        |                     | 6.      |
| Theo Bos          |        |                     | 7.      |
| Azizulhasni Awang |        |                     | 8.      |

### Pojedynek o brązowy medal
| Zawodnik         | Czas (wyścig 1) | Czas (wyścig 2) | Czas (wyścig 3) | Pozycja |
| ---------------- | --------------- | --------------- | --------------- | ------- |
| maximilian Levy  |                 | 10,666          |                 | 4.      |
| Mickaël Bourgain | 11,047          |                 | 10,560          | brąz    |

### Pojedynek o złoty medal
| Zawodnik    | Czas (wyścig 1) | Czas (wyścig 2) | Pozycja |
| ----------- | --------------- | --------------- | ------- |
| Jason Kenny |                 |                 | srebro  |
| Chris Hoy   | 10,228          | 10,216          | złoto   |